# David Butler
David Butler (San Francisco, California, 17 de diciembre de 1894 - Arcadia, California, 14 de junio de 1979) fue un guionista, actor, director y productor cinematográfico estadounidense.

## Biografía
Nacido en San Francisco en 1894, hijo de una actriz y un empresario teatral, empezó a trabajar como actor. En 1910, debutó en una película dirigida por D. W. Griffith. Entre los demás directores con los que trabajó, cabe mencionar – además de Griffith – John Ford, King Vidor, Tod Browning, Frank Borzage y Michael Curtiz.
Continuó su carrera en la época del cine mudo, apareciendo en sesenta películas (algunas sin acreditar) hasta 1929. A partir de 1927, comenzó una nueva carrera como director, y desde 1929, se dedicó a ella exclusivamente, hasta 1967, el año en que se jubiló. A finales de los años 1950 y 1960, Butler dirigió principalmente episodios de televisión, principalmente para Leave It to Beaver y Wagon Train.
Director de género, dirigió numerosas obras, entre ellas algunas de las películas de la pequeña Shirley Temple y algunos de los logros interpretados por Doris Day.
Butler apoyó a Barry Goldwater en las elecciones presidenciales de Estados Unidos de 1964.
Por sus contribuciones a la industria cinematográfica, Butler fue incluido en el Paseo de la Fama de Hollywood en 1960 con una estrella cinematográfica ubicada en 6561 Hollywood Boulevard.
Butler murió en Arcadia, California, el 14 de junio de 1979, a la edad de 84 años.

## Filmografía como director
- Operación Isla del Oso (1979), guionista.
- El viaje de los malditos (1976), guionista.
- El hijo de mama (1956).
- El talismán (1954).
- Doris Day en el Oeste (1953).
- Operación matrimonio (1953).
- April in Paris (1952).
- Té para dos (1950).
- San Antonio (1945).
- El castillo de los misterios (1940).
- Ojos cariñosos (1934).